# Karl Christian Peters
Karl Christian Peters (* 13. Juni 1911 in Duisburg; † 11. November 1944 im Lazarett Scharfenwiese in Polen) war ein deutscher Maler, Zeichner und Illustrator aus Windeck.

## Leben
Karl Christian Peters war der Älteste von drei Geschwistern. Nachdem der Vater im Ersten Weltkrieg gefallen war, zog die Mutter, Auguste Peters, geb. Schneider, später als Heimatdichterin in Windeck bekannt, mit ihren Kindern nach Windeck-Schladern, ihrem Heimatort. Karl Christian Peters besuchte hier die Volksschule und seit 1925 in Bergneustadt das Gymnasium, das er 1931 mit dem Abitur abschloss. Danach studierte er bis 1939 an den Kölner Werkschulen und der Akademie der Bildenden Künste München mit Unterbrechungen, in denen er als Illustrator für den Kölner Stadt-Anzeiger und sein Feuilleton arbeitete. Das Rheinische Museum, heute Kölnisches Stadtmuseum, gab ihm Aufträge für Zeichnungen und Bilder aus dem rheinischen Volksleben. Im Raum Siegburg führte er in Schulen und öffentlichen Gebäuden Fresken aus.
Im Sommer 1940 wurde Karl Christian Peters eingezogen. Beim Vormarsch auf Dünaburg erlitt er seine erste Verwundung. In Lazaretten und Genesungskompanien nutzte er seine Freizeit zur Arbeit an vielen Zeichnungen und Aquarellen. Als im Herbst 1944 die Ostfront näher rückte, wurde er wieder eingesetzt und so schwer verwundet, dass er im November 1944 schließlich an den Folgen verstarb.

## Werksnachlass
Ein Teil seiner Werke, vor allem die Fresken, gingen in den Kriegs- und Nachkriegswirren verloren. Ein großer Teil seiner Zeichnungen ist im Stadtmuseum Siegburg archiviert. Einzelne Werke sind bei Freunden und Verwandten untergebracht, der beachtliche Rest wurde von seiner Schwester Dorothea Brökelschen-Peters archiviert und befindet sich seit ihrem Tod in Familienbesitz. Zwei Zeichnungen sind im „Haus des Gastes“ in Windeck-Herchen ausgestellt.

## Rezension (Auszug)
„...In den Dreißiger Jahren war dieser hochbegabte Künstler als Illustrator für Buch- und Zeitschriftenverlage hervorgetreten; er hat damals auch eine Reihe von Schulen und öffentlichen Gebäuden im Rhein-Sieg-Raum mit Fresken geschmückt. Der Krieg hat die Spuren dieser Tätigkeiten und die Erinnerung an den Künstler ausgelöscht. Das Kölnische Stadtmuseum, für das Karl C. Peters künstlerische Aufträge durchgeführt hatte, bewahrt in seinem Archiv noch ein paar Blätter zum Thema des Rheinischen Karnevals. Frau Dore Brökelschen-Peters in Schladern hat gemeinsam mit Freunden den Nachlass ihres Bruders gesichtet und aufbereitet. Im November 1988 konnte eine Auswahl von Zeichnungen und Aquarellen im Foyer des Kreishauses in Siegburg gezeigt werden; es war die erste Ausstellung von Werken von Karl C. Peters überhaupt...“

„...Karl C. Peters stellt dar, was ist (Reales), nicht was sein könnte (Irreales) und nicht, was sein sollte (Ideologisches). Das war damals bei einem jungen, von starkem Kunstwollen beseelten bildenden Künstler bemerkenswert.“